# Nelofar Ibrahimi
Nelofar Ibrahimi es una médica y política afgana. Se desempeñó entre 2019 y 2021 como diputada de la Wolesi Jirga.

## Biografía
Nació en 1975 o 1976 (año persa 1354) en la provincia de Badajshán. Se hallaba casada.
Obtuvo un grado de bachiller en medicina. Desempeñó su profesión en varios recintos. Se hallaba casada.
En 2019 fue electa diputada de la Wolesi Jirga en representación de la provincia de Badajshán, por el período iniciado en abril de ese año y que culminó de facto con la toma del poder por parte de los talibanes el 15 de agosto de 2021. Había integrado la comisión de Derechos y Privilegios de los Legisladores.